# Podstolice (województwo mazowieckie)
Podstolice – wieś sołecka  w Polsce położona w województwie mazowieckim, w powiecie garwolińskim, w gminie Maciejowice.
Wierni Kościoła rzymskokatolickiego należą do parafii Wniebowzięcia Najświętszej Maryi Panny w Maciejowicach.

## Historia
W XV wieku wieś Podstolycze w parafii Kochów, własność Marcina, Jana i Stanisława hrabiów Ciołek. Miała łany kmiece, z których dziesięcinę snopkową i konopną oddawano w Samogoszczy. Z folwarku dziesięcinę płacono do Kochowa (). Według regulaminu poboru powiatu radomskiego z roku 1508 wieś Podstolicze należała w części do Abrahama (???), płaciła poboru groszy 3. W 1571 Podstolice należą do Jakuba Podstolskiego (stryja) i Krzysztofa Podstolskiego (synowca); miały 11 ćwierć łankow i należały do parafii Kochów. W 1650 do sukcesorów Piotra Szyszkowskiego, kasztelana wojnikiego, Krystyny za Michałem Stanisławskim i Anny za Stanisławem Lanckorońskim starostą małogoskim. W rejestrze łanowego 1653 roku od Adama Paprockiego, pisarza ziemi stężyckiej, pobierano z 1 łana złotych 9. w rejestrze poboru 1664 roku zapisano: Curia gen. Adami Paprocki subjudicis tris Stężyc, żona Katarzyna, syn Józef, dwie córki Barbara i Ewa, ze służbą osób 9. Poddanych we wsi 14.(). Według rejestru podymnego 1661 domów włościańskich 3, z nich podymnego 1 floren 15 groszy.
W latach 80. XIX w posiada 6 domów, 78 mieszkańców, 50 mórg ziemi.
W latach 1975–1998 miejscowość położona była w województwie siedleckim.